# Antiga Casa de la Vila (Moià)
L'Antiga Casa de la Vila és una casa consistorial eclèctica de Moià inclosa a l'Inventari del Patrimoni Arquitectònic de Catalunya.

## Descripció
Casal de planta rectangular, antiga seu de l'ajuntament, articulat en tres pisos. Simetria respecte a l'eix marcat per la porta d'accés. Els brancals i les llindes de les obertures presenten una decoració geomètrica molt senzilla. El conjunt és coronat per un frontó triangular que emmarca l'escut de Moià. Està encarat a migdia, i està restaurat recentment.

## Història
Aixecat damunt dels terrenys de l'antic hospital de Moià, l'any 1858.
"Aquest hospital deu el seu nom a la noble dama Dulcia de Casals. Quan a finals del segle xiii aquesta senyora va fer cessió de la seva finca situada en el lloc on avui hi ha l'antic consistori municipal, hi fou establert l'hospital de la vila, l'any 1858 per ordre del Alcalde Cerdanyà, es va instal·lar en aquell edifici l'anomenada Casa de la Vila" (Modilianum Any VII Març 1966, pàg 95).